# Darko Nestorović
Darko Nestorović (Kakanj, 4 aprile 1965) è un allenatore di calcio ed ex calciatore bosniaco, di ruolo attaccante, tecnico dell'Emirates.
Possiede il passaporto croato.

## Carriera

### Giocatore

#### Club
Nestorović vestì la maglia del Čelik Zenica dal 1985 al 1989. Passò poi al Rad Belgrado e successivamente al Rijeka, prima d'essere ingaggiato dai greci del Panserraikos. In seguito, militò nelle file dei norvegesi dello HamKam, per cui debuttò nella Tippeligaen in data 16 luglio 1995: trovò la via del gol nel successo per 2-1 sullo Hødd. Nel 2000, giocò per gli svedesi dell'Umeå.

### Allenatore
Una volta appesi gli scarpini al chiodo, ha intrapreso la carriera da allenatore, dello Sloboda e del Radnik Bijeljina. Dal 2014 al 2016 ha allenato la Bosnia ed Erzegovina under 21.